# الاحواد (الرضمة)

تعديل مصدري - تعديل

الاحواد محلة تابعة لقرية جرف الحمام، التابعة لعزلة كحلان بمديرية الرضمة إحدى مديريات محافظة إب في الجمهورية اليمنية.، بلغ تعداد سكانها 85 حسب تعداد اليمن لعام 2004.